# Schlesiska krigen
Schlesiska krigen (tyska: Schlesische Kriege) är samlingsnamnet för tre krig som utkämpades mellan Preussen och Österrike åren 1740–1763 om kontrollen över provinsen Schlesien i Centraleuropa. 

## Första schlesiska kriget (1740–42)
I slutet av 1730-talet befann sig Österrike i en ekonomisk och militär svaghetsperiod. 
När kejsar Karl VI, den siste manlige ättlingen av huset Habsburg, avled (1740), fann Preussens unge ärelystne kung, Fredrik II, tiden vara inne att förverkliga de mot Schlesien riktade erövringsplaner, som sedan länge sysselsatte honom. Utan krigsförklaring inryckte han 16 december 1740 i Schlesien i spetsen för 30 000 man; utan större svårigheter besattes hela landet; endast några få fästningar höll stånd. Samtidigt med inryckningen lät Fredrik II i Wien framställa sina fordringar: mot Schlesiens avträdelse var han bland annat beredd att vid det stundande kejsarvalet ge sin röst åt Maria Teresias make Frans Stefan av Lothringen. Men Maria Teresia beslöt att ta upp kampen och sände en här under Neipperg till Schlesien. Härarna möttes i slaget vid Mollwitz 10 april 1741. Det österrikiska kavalleriet var det preussiska överlägset, och kungen själv ansåg redan slaget förlorat, då hans infanteri under Schwerins ledning bragte segern i preussarnas händer. Fredrik II erbjöd ännu en gång förlikning, denna gång genom brittisk medling. Då han ånyo avvisades, slöt han (5 juni) förbund med Frankrike, där antiösterrikiska strömningar, särskilt efter Mollwitzslaget, tagit överhand. En fransk armé ryckte in i Tyskland. Kurfurstarna av Bayern och Sachsen grep också till vapen och inryckte i Österrike och Böhmen. I sin isolering (Ryssland var sysselsatt av krig med Sverige och inre oroligheter, Storbritannien av krig med Spanien) måste Maria Teresia ge efter, Fredrik II, som misstrodde sina bundsförvanter, kom henne till mötes, och 9 oktober 1741 undertecknades det hemliga stilleståndsfördraget i Klein-Schnellendorf, som gav större delen av Schlesien åt Preussen och skulle sätta Maria Teresia i tillfälle att med större kraft vända sig mot sina övriga fiender. Men då dessa samtidigt erövrade Prag, ångrade sig Fredrik II, grep än en gång till vapen och föll in i Mähren. Från detta företag (vari också franska och sachsiska trupper deltagit) återvände han på våren 1742 för att möta en ny österrikisk här, som under Maria Teresias svåger Karl Alexander av Lothringen skickats emot honom. Den seger, som han vann över denna, slaget vid Chotusitz i Böhmen den 17 maj, begagnade han för att ännu en gång inleda underhandlingar; det sista fälttåget hade ytterligare skärpt hans misstro mot Frankrike, dess militära prestationsförmåga (under den nye överbefälhavaren Victor François de Broglie) såväl som dess förbundstrohet. Resultatet blev en preussisk-österrikisk separatfred, preliminärt avslutad i Breslau 11 juni 1742 och bekräftad i Berlin 28 juli samma år. Preussen erhöll större delen av Schlesien (se d.o.) jämte det böhmiska grevskapet Glatz.

## Andra schlesiska kriget (1744–45)
De framgångar, som Maria Teresia vann i den fortsatta kampen med Frankrike och Bayern (vars kurfurste 1742 valts till tysk-romersk kejsare under namn av Karl VII), och i synnerhet de nya förbindelser, som hon under loppet av 1743 knöt bland annat med Storbritannien, Nederländerna och Sachsen (fördraget i Worms), kände Fredrik II som ett mot den nya preussiska besittningen riktat hot. Det fredsbrott han med anledning härav planerade föregicks denna gång av omsorgsfulla diplomatiska förberedelser. I förbund med Frankrike (5 juni) och Bayern bröt han i augusti 1744 in i Böhmen med 80 000 man som "den tyske kejsarens och den tyska frihetens beskyddare". Prag föll i september, men Karl Alexander av Lothringen ilade till från Elsass, och en sachsisk här hotade Fredrik II i ryggen. Karl Alexander undvek öppen strid, men beredde dock den preussiska hären sådana svårigheter, att den i december med stora förluster måste utrymma Böhmen. Kort efteråt dog Karl VII, hans son slöt fred, och Maria Teresia och hennes bundsförvanter beredde sig att inte bara återvinna Schlesien, utan också åt Sachsen erövra delar av Brandenburg. En planerad österrikisk-sachsisk inryckning i Schlesien avvärjde dock Fredrik II genom den lysande segern i slaget vid Hohenfriedberg 4 juni 1745, varefter han själv följde efter den retirerande fienden till Böhmen. Då han på hösten åter drog sig tillbaka, överraskades han av överlägsna fientliga stridskrafter, men banade sig genom den blodiga segern i slaget vid Soor 30 september väg till Schlesien. Nu ämnade Maria Teresia genom Lausitz rikta ett angrepp mot hjärtat av Preussen. Fredrik II skyndade då till från Schlesien, slog en sachsisk kår i slaget vid Katholisch-Hennersdorf 23 november och tvang därigenom Karl Alexander tillbaka till Böhmen. Prins Leopold av Anhalt-Dessau vann en avgörande seger över sachsarna i slaget vid Kesselsdorf 15 december, och Fredrik II intågade i Dresden. Där slöts (25 december 1745) freden. Schlesiens avträdelse till Preussen bekräftades, Fredrik II erkände Maria Teresias make Frans I som tysk-romersk kejsare, och Sachsen fick betala en dryg krigsskadeersättning.